# Бьёрнебу, Енс
Енс Бьёрнебу (норв. Jens Bjørneboe, 9 октября 1920, Кристиансанн — 9 мая 1976, остров Вайерланн) — норвежский писатель и художник.

## Биография и творчество
Рос в богатой семье. С детства страдал неуравновешенностью, несколько лет тяжело болел, был прикован к постели. В 12 лет начал пить, в 13 совершил попытку самоубийства. Был исключён из школы, потом из университета. Учился живописи, путешествовал по Европе, увлекался антропософией. В 1943—1945 жил в Швеции. В 1946 состоялись первые выставки его живописи (Осло и Кристиансанн).
В литературе выступал как непримиримый социальный критик, по политическим взглядам — анархист. Резко нападал на судебную и пенитенциарную систему Норвегии, с тревогой следил за попытками возрождения нацизма. Испытал влияние Брехта. Его роман «Без единой нитки» (1966) был по приговору суда признан в 1967 порнографическим, книга изъята из продажи и надолго запрещена в Норвегии. Едва ли не каждая вещь Бьёрнебу вызывала ожесточённые споры в обществе.
Много лет боролся с психическим расстройством и алкоголизмом. Во время очередного приступа депрессии покончил с собой (повесился).

## Избранные произведения

### Стихи
- «Стихотворения» («Dikt», 1951)
- Ariadne/ Ариадна (1953)
- Den store by/ Большой город (1958)
- Aske, Vind og Jord/ Пепел, ветер, земля (1968)

### Романы
- Jonas/ Юнас (1955)
- Under en hårdere himmel/ Под тяжелыми небесами (1957)
- Vinter i Bellapalma/ Зима в Беллапальме (1958)
- Blåmann/ Темнокожий (1959)
- «Злой пастырь» («Den onde hyrde», 1960)
- Drømmen og hjulet/ Сон и колесо (1964)
- Frihetens øyeblikk/ Миг свободы (1966, первый том трилогии «История скотства»)
- «Без нитки на теле» («Uten en tråd», 1966)
- Uden en trævl 2/ Без единой нитки-2 (1968, опубликовано в Дании с рисунками автора и посвящением Норвежскому суду)
- Kruttårnet/ Пороховая башня (1969, второй том трилогии «История скотства»)
- Stillheten/ Тишина (1973, третий том трилогии «История скотства»)
- Haiene/ Акулы (1974)

### Драмы
- Til lykke med dagen/ Счастливого дня рождения (1965)
- «Друзья птиц» (Fugleelskerne, 1966)
- «Ампутация» («Amputasjon», 1970)
- Tilfellet Torgersen/ Дело Торгерсена (1973)

### Эссе
- Norge, mitt Norge/ Норвегия, моя Норвегия (1968)
- Om Brecht/ О Брехте (1977, посмертно)

## Публикации на русском языке
- Акулы. История одного плавания и кораблекрушения. М.: Радуга, 1985

## Признание
Литературная премия Ассоциации норвежских критиков (1973, за «Stillheten») и другие награды.